# Fernando del Portillo y Torres
Fernando del Portillo y Torres (ur. 3 sierpnia 1728 w Ciudad Real, zm. 20 stycznia 1804) – hiszpański duchowny rzymskokatolicki, w latach 1798-1804 arcybiskup Santafé en Nueva Granada.

## Życiorys
15 września 1788 został mianowany arcybiskupem Santo Domingo. Sakrę biskupią otrzymał 28 czerwca 1789. 29 października 1798 otrzymał nominację na stolicę arcybiskupią Santafé en Nueva Granada, urząd ten sprawował aż do śmierci.